# 27900 Cecconi
27900 Cecconi este un asteroid din centura principală de asteroizi.

## Descriere
27900 Cecconi este un asteroid din centura principală de asteroizi. A fost descoperit pe 7 septembrie 1996 la Sormano de Valter Giuliani și Paolo Chiavenna. Asteroidul prezintă o orbită caracterizată de o semiaxă mare de 2,93 ua, o excentricitate de 0,09 și o înclinație de 16,7° în raport cu ecliptica.